# Convolvulus valentinus
Convolvulus valentinus är en vindeväxtart som beskrevs av Antonio José Cavanilles. Convolvulus valentinus ingår i släktet vindor, och familjen vindeväxter. Inga underarter finns listade i Catalogue of Life.